# 新川 (新潟県)

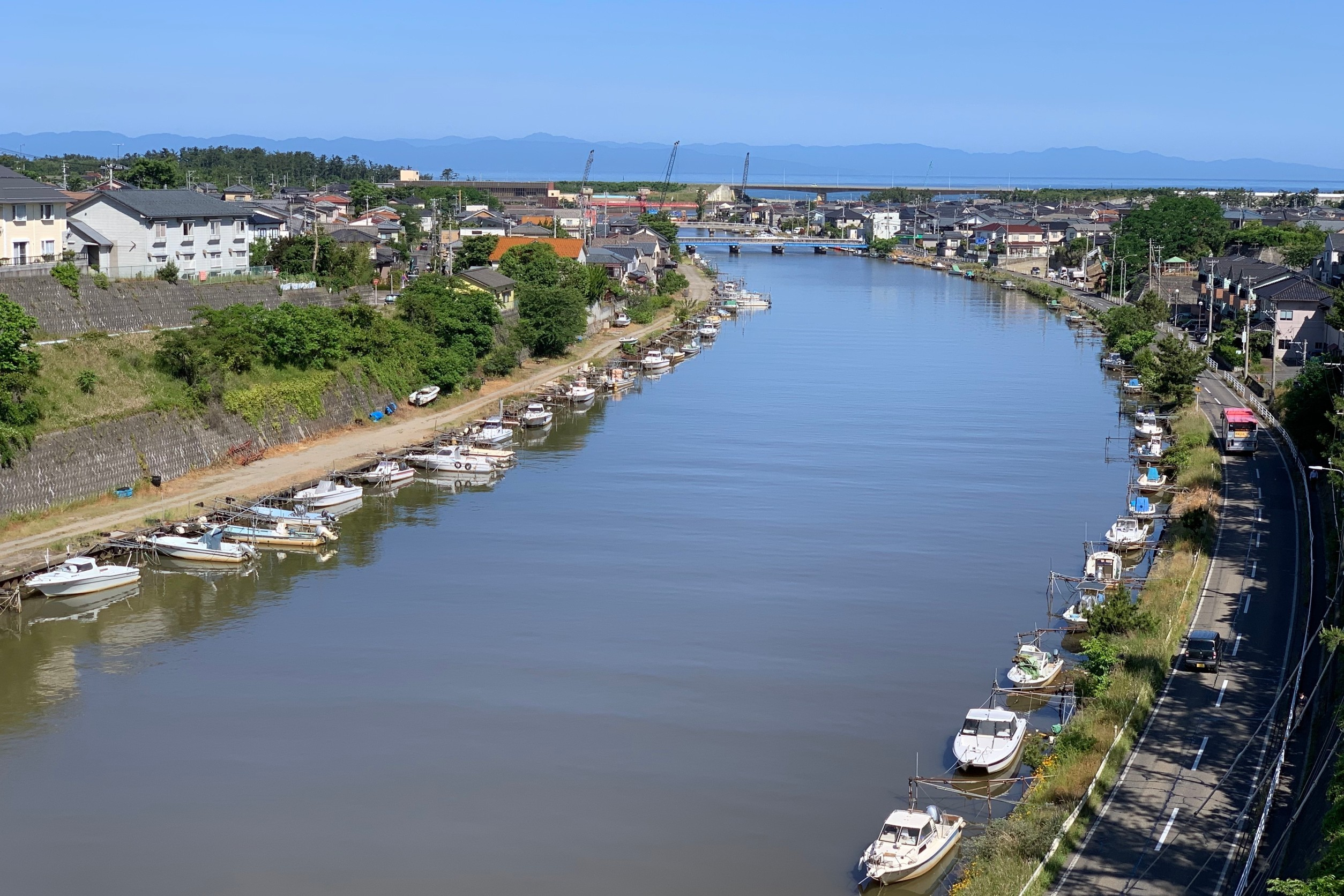
新潟砂丘を貫いて日本海へ注ぐ新川。新川元橋から下流方向を望む（新潟市西区、2020年6月）

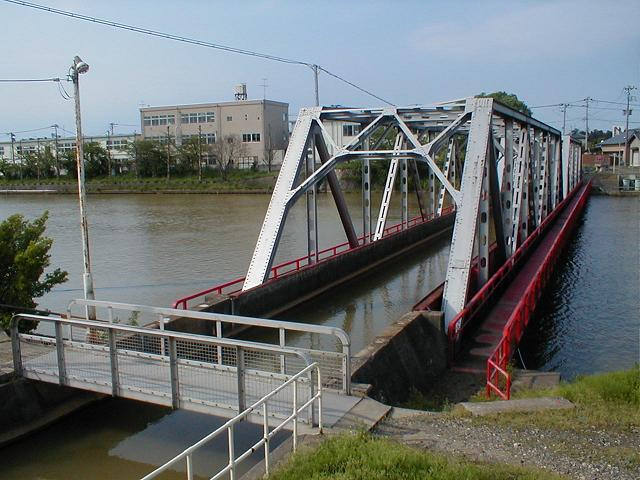
新川に架かる西川の水路橋（西区高山/西区槇尾、）

新川（しんかわ）は、新潟県新潟市を流れる人工の川。同じく新潟市を流れる西川と立体交差をすることで知られる。

## 歴史
越後平野を流れる信濃川は、昔から度々洪水を起こす暴れ川として恐れられてきた。またその支流である西川は、河床（川底）が周囲の土地よりも高い天井川であった。当時この一帯には多くの潟が点在したが、特に三潟と称された鎧潟・田潟・大潟の近辺は標高が低かったため、ひとたび洪水が発生すると流れ込んだ水がなかなか引くことがなく、農民を苦しめてきた。
このため三潟地方の農民は元文2年（1737年）、西川と交差した放水路を掘削し、悪水を日本海へ放出する計画を幕府に請願したが、享保16年（1731年）にはやはり放水路として造られた松ヶ崎掘割が決壊して阿賀野川の本流になるという事故が起きており、信濃川と新潟港の水量の減少を恐れた新潟町民の猛反対に遭い、計画は却下された。
しかし中野小屋村の庄屋、伊藤五郎左衛門らの尽力により、新川の河口を漁港にしないという条件で文化14年（1817年）に幕府の許可を得て、翌15年（1818年）2月に着工した。
計画は、西川の川底に底樋（そこひ）と呼ばれる木製の筒を埋設し、沈埋トンネルを造って西川と交差させ、内野村の金蔵坂砂丘を掘り割って五十嵐浜へ放出させるという難工事であった。工事はまず、西川をコの字型に迂回させ、露出させた川底を掘って底樋を埋設し、埋め戻すという手順で行われ、文政3年（1820年）1月に完成した。新川開通後は周辺の潟の多くが干上がり、17もの新田村が誕生した。
底樋の増設と伏せ替えは数度にわたり行われたが、明治後期には老朽化と土砂の堆積が進んで新川の流水量は半減した。1896年（明治29年）に発生した信濃川の堤防決壊（横田切れ）を契機として、1909年から1913年にかけて新潟県によって底樋の大改修が行われた。これによって、煉瓦や花崗岩を用いたアーチ型の水路トンネル（新川暗閘）に改められた。
第二次世界大戦後、水田整備が進み農業排水が増える一方で、新川暗閘内に堆積した土砂が流水を妨げる状況となってきたことから、1954年（昭和29年）に農林省の直轄事業として、下を通る新川の新川暗閘の撤去と、上を通る西川の水路橋の新設が行われることとなった。西川水路橋は1955年に完成した。